# ボビー・ミラー
ロバート・アンソニー・ミラー（Robert Anthony Miller, 1999年4月5日 - ）は、アメリカ合衆国イリノイ州エルクグローブビレッジ出身のプロ野球選手（投手）。右投左打。MLBのロサンゼルス・ドジャース所属。

## 経歴

### プロ入り前
高校時代に2017年のMLBドラフト38巡目（全体1148位）でボルチモア・オリオールズから指名されたが、契約せずにルイビル大学へ進学した。

### プロ入りとドジャース時代
2020年のMLBドラフト1巡目（全体29位）でロサンゼルス・ドジャースから指名されプロ入り。契約金は220万ドル。この年はCOVID-19の影響でマイナーリーグの試合が開催されず、公式戦への出場はなかった。
2021年に傘下のA+級グレートレイクス・ルーンズでプロデビューし、シーズン途中にAA級タルサ・ドリラーズへ昇格。2チーム合計で17試合（先発14試合）に先発登板して2勝2敗、防御率2.40の成績を記録した。
2023年、肩を痛めながらスプリングトレーニングに参加したため、カクタスリーグの日程に間に合わず、オクラホマシティに合流したのは4月末だった。 AAAで4度目の先発登板後、ドジャースに契約を買い取られ、5月23日のアトランタ・ブレーブス戦に先発するためメジャーに召集された。MLBでの初奪三振はサム・ヒリアードからだった。残りのシーズンも先発ローテーションに入り、22試合に先発登板し、11勝4敗、防御率3.76、119奪三振の成績を残した。2023年のディビジョンシリーズ第2戦に先発登板したが、1.2回を4安打、2四球、3失点で降板した。
2024年3月20日に発表された開幕ロースターには入らなかった。2024年シーズンをロサンゼルス・ドジャースの先発ローテーションの一員としてスタートし、3月29日のセントルイス・カージナルス戦でシーズン初登板し、自己最多となる11奪三振を記録した。しかし、その後の2試合では苦戦し、合計5.2回で7失点を喫した。そして、4月14日に肩の炎症のため故障者リストに入れられた。
6月19日に復帰し、7回まで投げる好投を見せて期待を持たせた。しかし、その後の登板では再び苦しみ、7月9日のフィラデルフィア・フィリーズ戦では自己ワーストとなる4回9失点を記録し、マイナーリーグへ降格となった。8月17日にドジャースの先発投手陣の負傷者が増えたため再昇格したが、その後も調子が上がらず、9月17日のマイアミ・マーリンズ戦では2回を持たずに降板し、再びマイナーに降格した。
ドジャースでは合計13試合に先発登板し、2勝4敗、防御率8.52、与四球30を記録した。オクラホマシティ（ドジャース傘下のマイナーリーグチーム）では6試合に登板し、26.2回で15失点を喫した。
さらに、2025年の春季キャンプでは初登板時にライナー性の打球が頭部に直撃し、パフォーマンスに影響を及ぼした。その結果、シーズン開幕をマイナーのオクラホマシティで迎えることとなった。

## 選手としての特徴
フォーシームの最速は100.3mph（約161.4km/h）を計測する。投球術や制球はまだ発展途上で、将来像はエース級の先発投手か、リリーフ投手のどちらもあり得る。

## 詳細情報

### 年度別投手成績
| 年 度    | 球 団    | 登 板 | 先 発 | 完 投 | 完 封 | 無 四 球 | 勝 利 | 敗 戦 | セ 丨 ブ | ホ 丨 ル ド | 勝 率 | 打 者 | 投 球 回 | 被 安 打 | 被 本 塁 打 | 与 四 球 | 敬 遠 | 与 死 球 | 奪 三 振 | 暴 投 | ボ 丨 ク | 失 点 | 自 責 点 | 防 御 率 | W H I P |
| -------- | -------- | ----- | ----- | ----- | ----- | -------- | ----- | ----- | -------- | ----------- | ----- | ----- | -------- | -------- | ----------- | -------- | ----- | -------- | -------- | ----- | -------- | ----- | -------- | -------- | ------- |
| 2023     | LAD      | 22    | 22    | 0     | 0     | 0        | 11    | 4     | 0        | 0           | .733  | 505   | 124.1    | 105      | 12          | 32       | 0     | 6        | 119      | 10    | 0        | 53    | 52       | 3.76     | 1.10    |
| 2024     | LAD      | 13    | 13    | 0     | 0     | 0        | 2     | 4     | 0        | 0           | .333  | 258   | 56.0     | 69       | 17          | 30       | 0     | 2        | 52       | 7     | 0        | 53    | 53       | 8.52     | 1.77    |
| MLB：2年 | MLB：2年 | 35    | 35    | 0     | 0     | 0        | 13    | 8     | 0        | 0           | .619  | 763   | 180.1    | 174      | 29          | 62       | 0     | 8        | 171      | 17    | 0        | 106   | 105      | 5.24     | 1.31    |

- 2024年度シーズン終了時

### 年度別守備成績
| 年 度 | 球 団 | 投手（P） | 投手（P） | 投手（P） | 投手（P） | 投手（P） | 投手（P） |
| 年 度 | 球 団 | 試 合     | 刺 殺     | 補 殺     | 失 策     | 併 殺     | 守 備 率  |
| ----- | ----- | --------- | --------- | --------- | --------- | --------- | --------- |
| 2023  | LAD   | 22        | 16        | 9         | 2         | 1         | .926      |
| 2024  | LAD   | 13        | 2         | 2         | 0         | 0         | 1.000     |
| MLB   | MLB   | 35        | 18        | 11        | 2         | 1         | .935      |

- 2024年度シーズン終了時

### 記録
MiLB
- オールスター・フューチャーズゲーム選出：1回（2022年）

### 背番号
- 70（2023年）
- 28（2024年 - ）